# Альпийская мягкотелка
Альпийская мягкотелка (лат. Podabrus alpinus) — вид жесткокрылых насекомых из семейства мягкотелок.

## Описание
Обитают в смешанных лесистых местностях, особенно в тех, где преобладает ель. Длина тела имаго 11—14 мм. Жуки буро-жёлтые, их темя, щиток и переднеспинка чёрные; широкие бока переднеспинки жёлтые, надкрылья иногда бывают чёрными; иногда жуки полностью чёрные, лишь передняя часть головы и бока переднеспинки жёлтые; иногда — полностью красные, голова и переднеспинка светлые, а надкрылья чёрные с красным впереди боковым краем.

## Распространение
Распространён в северной и центральной частях европейской России, в Западной и Восточной Сибири, Белоруссии, Эстонии, Латвии, Литве, на Украине, в Западной Европе и Монголии.